# Kalen (ort)
Kalen (makedonska: Кален) är en ort i Nordmakedonien. Den ligger i kommunen Prilep, i den centrala delen av landet, 80 kilometer söder om huvudstaden Skopje. Kalen ligger 634 meter över havet och antalet invånare är 110.